# Harry Sweeny
Harry Sweeny (Warwick, Queensland, 9 de julio de 1998) es un ciclista australiano que compite con el equipo EF Education-EasyPost.

## Biografía
En 2019 se unió al equipo continental irlandés EvoPro Racing. En mayo ganó la etapa reina del Ródano-Alpes Isère Tour, su primer éxito desde la categoría junior.
Para la temporada 2020 firmó con el equipo Lotto-Soudal U23. En la temporada 2021 pasó al equipo profesional de la formación belga.
A finales de la temporada 2023 se oficializó su traspaso al equipo EF Education-EasyPost para la temporada 2024.

## Palmarés
2019
- 1 etapa del Rhône-Alpes Isère Tour

2020
- Piccolo Giro de Lombardía

## Resultados en Grandes Vueltas y Campeonatos del Mundo
| Carrera         | Carrera         | 2017 | 2018 | 2019 | 2020 | 2021 | 2022 | 2023 | 2024 | 2025 |
| --------------- | --------------- | ---- | ---- | ---- | ---- | ---- | ---- | ---- | ---- | ---- |
|                 | Giro de Italia  | —    | —    | —    | —    | —    | —    | —    | —    | —    |
|                 | Tour de Francia | —    | —    | —    | —    | 85.º | —    | —    | —    | 35.º |
|                 | Vuelta a España | —    | —    | —    | —    | —    | Ab.  | —    | 78.º | —    |
| Mundial en Ruta | Mundial en Ruta | —    | —    | —    | —    | Ab.  | —    | Ab.  | Ab.  | —    |

—: no participa
Ab.: abandono

## Equipos
- Mitchelton (2017-2018)
  - Mitchelton Scott (2017)
  - Mitchelton-BikeExchange (2018)
- EvoPro Racing (2019)
- Lotto Soudal U23 (2020)
- Lotto (2021-2023)
  - Lotto Soudal (2021-2022)
  - Lotto Dstny (2023)
- EF Education-EasyPost (2024-)